# Sarosa ufentina
Sarosa ufentina là một loài bướm đêm thuộc phân họ Arctiinae, họ Erebidae.